# Nationale Naturlandschaften
Nationale Naturlandschaften e.V., ehemals EUROPARC Deutschland e.V., ist der Dachverband der Nationalparks, Biosphärenreservate und Naturparks in Deutschland. Im Bundesnaturschutzgesetz sind Nationalparks, Biosphärenreservate und Naturparks als Großschutzgebiete definiert. Diese sind seit Herbst 2005 unter der Dachmarke „Nationale Naturlandschaften“ zusammengefasst. Der gemeinsame Name steht für die deutschlandweite Bedeutung. Als unabhängige nichtstaatliche Organisation (NGO) ist Nationale Naturlandschaften e.V. Träger der Dachmarke. Der Verband vertritt bundesweit die Interessen der Nationalen Naturlandschaften (NNL).
Der Dachverband wurde 1991 gegründet und ist eine nationale Sektion der europäischen EUROPARC Federation. Die gemeinnützige Organisation Nationale Naturlandschaften e.V. verfolgt den Zweck, die Nationalen Naturlandschaften in den Bereichen Naturschutz, Umweltbildung und ehrenamtliche Einsätze zu unterstützen. Zu den Mitgliedern zählen die Träger von 16 Nationalparks, 18 Biosphärenreservaten und ein Teil der Naturparks in Deutschland. Des Weiteren engagieren sich Naturschutzverbände wie BUND und NABU, Stiftungen wie WWF und NaturSchutzFonds Brandenburg sowie Fördervereine im Verband. Die Geschäftsstelle von Nationale Naturlandschaften e.V. befindet sich in Berlin.

## Aufgaben und Ziele

### Grundsatzansprüche
Der Verein koordiniert länderübergreifend auf Bundesebene die Naturschutzaktivitäten der Mitglieder und unterstützt die Ziele der EUROPARC Federation.
Schwerpunkt der Arbeit sind Aktivitäten
- zur Erhaltung, zum Management und zur Entwicklung der natürlichen Lebensräume und Lebensgemeinschaften samt ihrer Pflanzen- und Tierwelt,
- zur Förderung von Angeboten, die in vielfältiger Weise das Naturerleben ermöglichen, ausdrücklich auch für benachteiligte Menschen zum Beispiel mit Behinderungen und Einschränkungen,
- zur Förderung des Natur- und Umweltbewusstseins und der Umweltbildung,
- zur Hebung von Bedeutung, Ansehen, Identität und Bekanntheit der Schutzgebiete unter dem Dach der Nationalen Naturlandschaften,
- zur Mobilisierung bürgerschaftlichen und wirtschaftlichen Engagements für die Nationalen Naturlandschaften,
- zur Entwicklung und Umsetzung wissenschaftlicher, anwendungsorientierter Konzeptionen zum Schutz der natürlichen Lebensgrundlagen und
- zur Förderung der nachhaltigen Entwicklung entsprechend der jeweiligen Schutzziele.

### Tätigkeitsfelder
- Austausch von Erfahrungen und Informationen zwischen den Mitgliedern
- Zusammenarbeit mit Landes- und Bundesbehörden sowie Naturschutzorganisationen
- Realisierung von Projekten in Kooperation mit Stiftungen und Unternehmen, um gemeinsam zur Lösung von gesellschaftlichen Konflikten und Umweltproblemen beizutragen
- Implementierung und Weiterentwicklung der Dachmarke Nationale Naturlandschaften
- Förderung des nachhaltigen Tourismus
- Unterstützung der Bildungs- und Jugendarbeit in den Nationalen Naturlandschaften
- Koordinierung von Ehrenamtlichen in den Nationalen Naturlandschaften
- Unterstützung der Nationalen Naturlandschaften beim Fundraising
- Erstellung von Gutachten, Studien, Analysen, Umfragen, Publikationen und Ausstellungen
- Bundeseinheitliche Ausbildung und Qualifizierung von Mitarbeitern der Nationalen Naturlandschaften
- Unterstützung der hauptamtlichen Besucherbetreuung und Umweltbildung
- Veranstaltung von Fachtagungen und Workshops

### Projekte und Programme
Neben gebiets- und themenspezifischen Projekten koordiniert der Verein überregionale Programme.

#### Marktplatz Natur
2013 rief der Verein die internetbasierte Angebotsplattform „Marktplatz Natur“ ins Leben, die Projekte für Umwelt-, Klima- und Naturschutz aus den Mitgliedsgebieten und potenzielle Förderer zusammenbringt. Nationale Naturlandschaften e.V. entwickelt, organisiert und koordiniert die Projekte länderübergreifend. Auf marktplatz-natur.de werden kontinuierlich neue Projekte eingestellt und eine erfolgreiche Förderung dokumentiert.

#### Junior Ranger

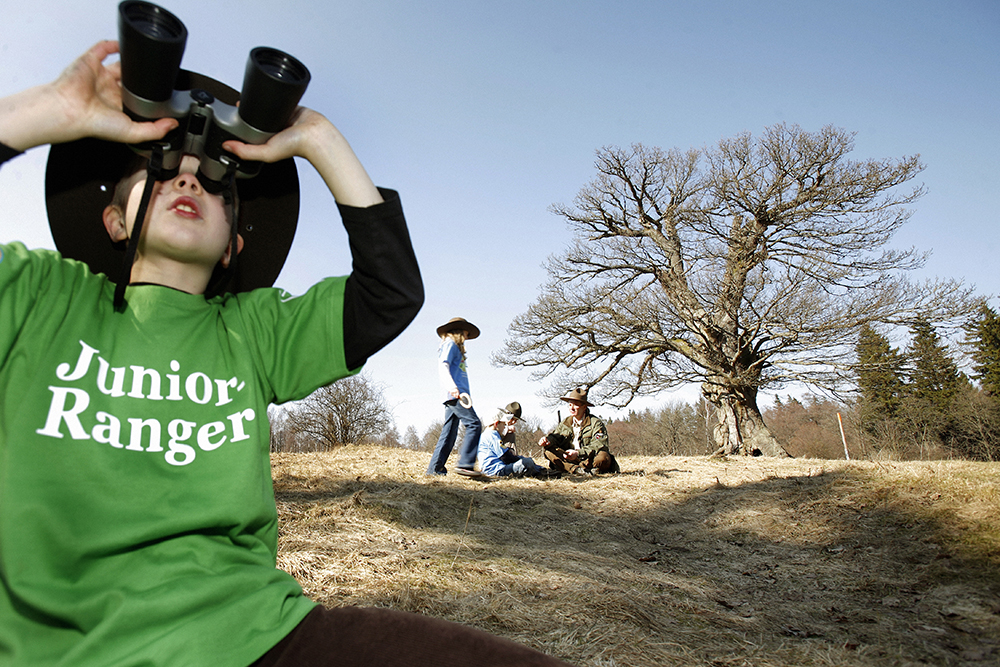
Junior-Ranger Programm

Das bundesweite Junior-Ranger-Programm ist ein Bildungs- und Freizeitangebot, das Kindern eine Möglichkeit bietet, mit den „Nationalen Naturlandschaften“ in Kontakt zu kommen. Die Kinder begeistern sich für die biologische Vielfalt, setzen sich aktiv für Natur- und Umweltschutz in ihrer Region ein und arbeiten in einem deutschlandweiten Junior-Ranger-Netzwerk zusammen. Sie erhalten so die notwendigen Handlungskompetenzen für eine nachhaltige Lebensweise und lernen beispielsweise im interaktiven Online-Lernspiel Junior-Ranger-Web, auf kreative und spielerische Weise ihre eigene Umwelt kennen und werden für ein aktives Mitwirken begeistert.

#### Corporate Volunteering

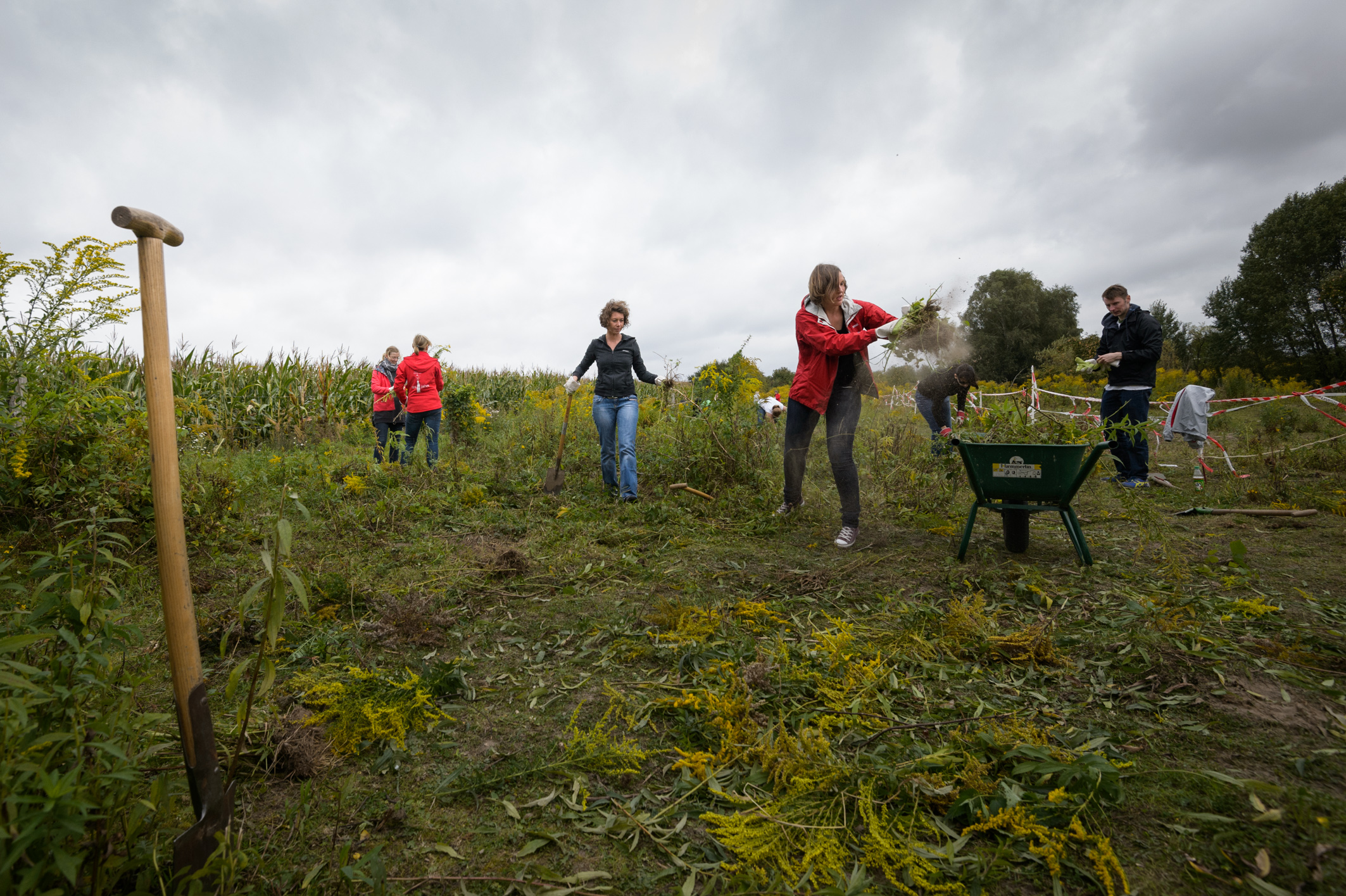
Nachhaltigkeitswoche im Naturpark Barnim 2014, Fotograf: André Wagenzik

Nationale Naturlandschaften e.V. organisiert Corporate Volunteering-Einsätze in den Nationalen Naturlandschaften, bei denen Mitarbeiter eines Unternehmens praktisch und sinnvoll im Naturschutz anpacken. Die Aufgaben sind vielfältig und reichen vom Mähen von Feuchtwiesen über die Renaturierung von Bächen bis zum Anlegen von Naturlehrpfaden. Nationale Naturlandschaften e.V. bildet die Verbindung zwischen Schutzgebiet und Unternehmen. Der Verband vermittelt den Einsatz, stellt Informationsmaterial bereit und übernimmt die abschließende Urkundenausstellung.

#### Ehrensache Natur
Ehrensache Natur – Freiwillige in Parks baut systematisch das Freiwilligenmanagement in den „Nationalen Naturlandschaften“ seit 2003 auf und aus. Im Programm engagieren sich Freiwillige jeden Alters in vielfältigen Naturschutz- und Umweltbildungsprojekten. Spezielle Angebote bietet „Ehrensache Natur“ beispielsweise für Freiwillige mit Behinderungen und internationale Freiwillige. „Ehrensache Natur“ wurde unter anderem als Projekt der UN-Dekade Biologische Vielfalt ausgezeichnet.

#### Partner der Nationalen Naturlandschaften
Der Slogan „Partner der Nationalen Naturlandschaften“ steht für Kooperationsprogramme zwischen Schutzgebieten und regional ansässigen Betrieben. Diese sogenannten „Partner-Initiativen“ verbinden ein gästeorientiertes Naturerlebnis mit hohem Qualitätsanspruch und tragen zugleich dem Schutz der Natur Rechnung. Sie sind das Erfolgsmodell einer Win-Win-Situation für die Tourismuswirtschaft, den Gast und die Natur.

## Entwicklung

### Gründung des europäischen Dachverbands
1973 gründete der Hamburger Kaufmann Alfred Toepfer (1894–1993) die europäische Dachorganisation „Föderation der Natur- und Nationalparke Europas“ FNNPE; heute EUROPARC Federation, um Nationalparks, Biosphärenreservate und Naturparks im europäischen Kontext ihre Bedeutung zukommen zu lassen.

### Sektion für Deutschland
1991 wurde der deutsche Verein EUROPARC Deutschland e.V. als Dachverband der Nationalparks, Naturparks und Biosphärenreservate gegründet und wird gleichzeitig die erste nationale Sektion der EUROPARC Federation.
Im Jahre 1991 gehörten die folgenden Organisation zu den zwölf Gründungsmitgliedern.
| - Biosphärenreservat Schorfheide-Chorin - Müritz-Nationalpark - Nationalpark Bayerischer Wald - Nationalpark Berchtesgaden - Nationalpark Hochharz - Nationalpark Niedersächsisches Wattenmeer | - Nationalpark Schleswig-Holsteinisches Wattenmeer - Nationalpark Sächsische Schweiz - Naturpark Märkische Schweiz - Naturpark Thüringer Wald/Westliches Schiefergebirge - Umweltstiftung WWF-Deutschland - Verein der Freunde des Ersten Deutschen Nationalparks Bayerischer Wald e.V. |

2020 erfolgte die Umbenennung in Nationale Naturlandschaften e.V.

### Aktivitäten
2001 legte die Organisation ein Strategiepapier zur koordinierten Weiterentwicklung der Großschutzgebiete vor. Im Jahr 2004 folgte ein Aktionsplan für deutsche Nationalparks, Naturparks und Biosphärenreservate. Danach wurden 2005 alle deutschen Großschutzgebiete unter einem Dach zusammengeführt – die Dachmarke Nationale Naturlandschaften entstand.
Bundeskanzlerin Angela Merkel wurde im Oktober 2010 von der japanischen AEON-Umwelt-Stiftung der MIDORI-Preis für ihr Engagement im Bereich internationaler Umweltschutz, Klimaschutz und Artenvielfalt verliehen. Das Preisgeld reichte die Bundeskanzlerin an den Verein weiter, um damit das Freiwilligenprogramm Ehrensache Natur – Freiwillige in Parks zu unterstützen.
2010 und 2011 evaluierte das Bundesamt für Naturschutz (BfN) die deutschen Nationalparks mit Mitteln des Bundesumweltministeriums.
Der Verein koordiniert verschiedene gebietsspezifische Projekte sowie bundesweite Programme vor dem Hintergrund des Natur- und Umweltschutzes in einer Vielzahl von Bereichen, zum Beispiel Bildung für nachhaltige Entwicklung und bürgerschaftliches Engagement. Außerdem vertritt die Organisation die Interessen der Großschutzgebiete auf Bundesebene.

## Organisation
Der ehrenamtliche Vorstand besteht aus vier Mitgliedern und vertritt die Interessen der drei Schutzgebietskategorien und der Non-Governmental Organizations. In der Geschäftsstelle in Berlin erarbeitet die Geschäftsführung verbandseigene Projekte in den Gebieten der Mitglieder. Des Weiteren arbeiten die Mitglieder in acht Arbeitsgruppen länder- und gebietsübergreifend zu spezifischen Fachthemen, wie Kommunikation oder Forschung. Die Sprecher der Arbeitsgruppen erstatten jährlich der Mitgliederversammlung ebenso wie der Vorstand und die Geschäftsführung Bericht.

### Vorstandsvorsitzende
- 2018 bis heute: Peter Südbeck, Leiter der Nationalpark- und UNESCO-Biosphärenreservatsverwaltung Niedersächsisches Wattenmeer
- 2009 bis 2017: Guido Puhlmann, Leiter des Biosphärenreservats Mittelelbe
- 2000 bis 2009: Eberhard Henne, Leiter des Biosphärenreservats Schorfheide-Chorin
- 1997 bis 1999: Hubert Zierl, Leiter des Nationalparks Berchtesgaden
- 1991 bis 1997: Hans Bibelriether, Leiter des Nationalparkamtes Bayerischer Wald

### Geschäftsführung
- 2019 bis heute: Jan Wildefeld
- 2011 bis 2019: Elke Baranek
- 2009 bis 2011: Peter Schneider
- 1998 bis 2009: Axel Tscherniak
- 1991 bis 1998: Eva Pongratz

## Finanzierung
Der Verband finanziert sich aus Mitgliedsbeiträgen, über Projektförderungen und Spenden.

## Mitglieder
Mitglieder sind die Träger der Nationalparks, Biosphärenreservate und Naturparks sowie einschlägige NGOs. Die folgenden Bereiche sind Mitglied von Nationale Naturlandschaften e.V. (Stand November 2014).

### Nationalparks
| - Nationalpark Bayerischer Wald – Bayern - Nationalpark Berchtesgaden – Bayern - Nationalpark Eifel – Nordrhein-Westfalen - Nationalpark Hainich – Thüringen - Nationalpark Hamburgisches Wattenmeer – Hamburg - Nationalpark Harz – Niedersachsen – Sachsen-Anhalt - Nationalpark Jasmund – Mecklenburg-Vorpommern - Nationalpark Kellerwald-Edersee – Hessen | - Müritz-Nationalpark – Mecklenburg-Vorpommern - Nationalpark Niedersächsisches Wattenmeer – Niedersachsen - Nationalpark Sächsische Schweiz – Sachsen - Nationalpark Schleswig-Holsteinisches Wattenmeer – Schleswig-Holstein - Nationalpark Unteres Odertal – Brandenburg - Nationalpark Vorpommersche Boddenlandschaft – Mecklenburg-Vorpommern - Nationalpark Schwarzwald – Baden-Württemberg - Nationalpark Hunsrück-Hochwald (ab Mai 2015[veraltet]) – Rheinland-Pfalz |

### Biosphärenreservate
| - Biosphärengebiet Schwäbische Alb – Baden-Württemberg - Biosphärenzweckverband Bliesgau – Saarland - Biosphärenreservat Flusslandschaft Elbe mit den 4 Teilgebieten: - Biosphärenreservat Flusslandschaft Elbe-Brandenburg – Brandenburg - Biosphärenreservat Flusslandschaft Elbe-Schleswig Holstein – Schleswig-Holstein - Biosphärenreservat Flusslandschaft Elbe-Mecklenburg-Vorpommern – Mecklenburg-Vorpommern - Biosphärenreservat Mittelelbe – Sachsen-Anhalt - Biosphärenreservat Niedersächsische Elbtalaue – Niedersachsen - Biosphärenreservat Hamburgisches Wattenmeer – Hamburg - Biosphärenreservat Niedersächsisches Wattenmeer – Niedersachsen - Biosphärenreservat Karstlandschaft Südharz – Sachsen-Anhalt - Biosphärenregion Berchtesgadener Land – Bayern | - Biosphärenreservat Oberlausitzer Heide- und Teichlandschaft – Sachsen - Biosphärenreservat Pfälzerwald-Nordvogesen – Rheinland-Pfalz - Biosphärenreservat Rhön – Bayern, Hessen, Thüringen - Biosphärenreservat Schaalsee – Mecklenburg-Vorpommern - Biosphärenreservat Schleswig-Holsteinisches Wattenmeer und Halligen – Schleswig-Holstein - Biosphärenreservat Schorfheide-Chorin – Brandenburg - Biosphärenreservat Spreewald – Brandenburg - Biosphärenreservat Südost-Rügen – Mecklenburg-Vorpommern - Biosphärenreservat Thüringer Wald – Thüringen - Biosphärenreservat Drömling – Sachsen-Anhalt - Biosphärengebiet Schwarzwald – Baden-Württemberg |

### Naturparks
| - Naturpark Bayrische Rhön – Bayern - Naturpark Bayerischer Wald – Bayern - Naturpark Bergisches Land – Nordrhein-Westfalen - Internationaler Naturpark Bourtanger Moor – Bargerveen – Niedersachsen - Naturpark Eichsfeld-Hainich-Werratal – Thüringen - Naturpark Erzgebirge/Vogtland – Sachsen - Feldberger Seenlandschaft – Mecklenburg-Vorpommern - Naturpark Kyffhäuser – Thüringen | - Naturpark Münden – Niedersachsen - Naturpark Nossentiner/Schwinzer Heide – Mecklenburg-Vorpommern - Naturpark Saar-Hunsrück – Rheinland-Pfalz und Saarland - Naturpark Stechlin-Ruppiner-Land – Brandenburg - Naturpark Südharz (Träger Südharzer Tourismusverband e.V.) - TERRA.vita – Niedersachsen, Nordrhein-Westfalen - Naturpark Thüringer Schiefergebirge/Obere Saale – Thüringen - Naturpark Thüringer Wald – Thüringen |

### Wildnisgebiete
- Königsbrücker Heide – Sachsen

### NGO, Stiftungen und Förderer
| - AG Naturparke Baden-Württemberg - Alfred Toepfer Akademie für Naturschutz - Bund für Umwelt und Naturschutz Deutschland e.V. (BUND) - Bundesverband Naturwacht e.V. - DBU Naturerbe GmbH - Förderverein Müritz-Nationalpark e.V. - Förderverein Nationalpark Boddenlandschaft e.V. - Förderverein Nationalpark Eifel - Freundeskreis Nationalpark Nordschwarzwald - Gesellschaft zur Förderung des Nationalparks Harz e.V. - Manfred-Hermsen-Stiftung | - Michael Succow Stiftung - NABU Bundesverband - NaturSchutzFonds Brandenburg - Regionalverband Harz e.V. - Sächsische Landesstiftung Natur und Umwelt - Schutzstation Wattenmeer - Stiftung Naturschutzzentrum Südschwarzwald - Umweltstiftung WWF Deutschland - Verein der Freunde des Nationalparks Berchtesgaden e.V. - Verein Natur- und Lebensraum Rhön e. V - Informationszentrum Naturpark Altmühltal |

## Kooperationen
Nationale Naturlandschaften e.V. arbeitet auch mit Landes- und Bundesbehörden sowie Naturschutzorganisationen zusammen.
- Deutsche Bundesstiftung Umwelt
- Bundesumweltministerium
- Bundesamt für Naturschutz
- Verband Deutscher Naturparke

Nationale Naturlandschaften e.V. ist Mitglied im Deutschen Naturschutzring.

## Auszeichnungen und Preise
- 2014
  - Marktplatz Natur und Corporate Volunteering in den Nationalen Naturlandschaften wurden als Projekt ausgewählt, sich auf der Aktionsplattform von Unternehmen Biologische Vielfalt 2020 (UBi 2020) zu präsentieren.[11][12]

- 2013
  - „Ehrensache Natur“ ausgezeichnet als Projekt der UN-Dekade Biologische Vielfalt
  - „Ehrensache Natur“ ausgezeichnet als Werkstatt N Projekt durch den Nachhaltigkeitsrat
  - Microsoft Ad Donation für das Programm „Junior Ranger“
  - Junior-Ranger-Programm 2012 und 2013 ausgezeichnet als Werkstatt N Projekt durch den Rat für Nachhaltige Entwicklung[13]
  - Deutscher Naturschutzpreis für das Projekt „Ungehindert engagiert – Menschen mit geistiger Behinderung entdecken, erleben und erhalten den Lebensraum Wasser“[14][15]
  - Europäischer Bildungspreis Comenius-EduMedia-Siegel für das Online-Lernspiel „Junior-Ranger-Web“

- 2012
  - Junior-Ranger-Programm als Werkstatt N Projekt durch den Nachhaltigkeitsrat
  - „Junior-Ranger“ 2012/2013 ausgezeichnet als Projekt der UN-Dekade „Biologische Vielfalt“

- 2010/2011
  - Junior-Ranger-Programm als UN-Dekadeprojekt Bildung für Nachhaltige Entwicklung ausgezeichnet.